# 谷口輝子
谷口 輝子（たにぐち てるこ、1896年3月7日 - 1988年4月24日）は日本の宗教家。生長の家創始者谷口雅春の妻で、生長の家白鳩会初代総裁。旧姓：江守。

## 生涯

### 生い立ち
富山県高岡市に江守家の八女として誕生。父は高岡市の助役を長年務め、勤皇の志士を輩出した家系であった。12歳のときに父が死去し、江守家は収入の柱が絶たれた。輝子は富山県立高岡高等女学校（現・富山県立高岡西高等学校）を出た後、18歳で大阪市船場の商家に嫁いだ。放蕩者の夫が家から逃げ出したため、婚家は破産し、輝子は離縁される。
1919年、姉の勧めで大本教に入信、綾部に住む今井梅軒の別邸にて、修行生活に励む。この頃、谷口雅春も大本教の信者として教団内で活動しており、輝子も小説や随筆・短歌を執筆して、教団誌などで発表していた。その中で互いに惹かれあうものを感じた谷口雅春と江守輝子は、歌や詩の交流を通して親交を深め、1920年11月22日に、今井師の媒酌にて結婚式を挙げた。

### 布教活動

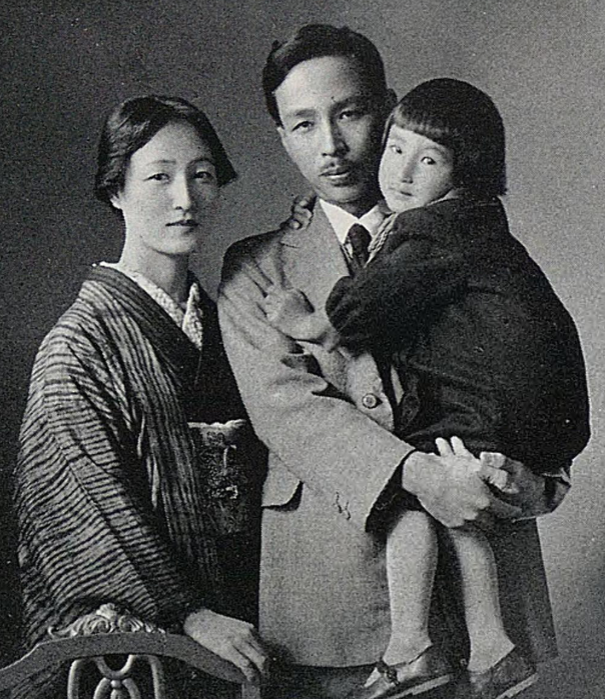
左から谷口輝子、谷口雅春、長女の谷口恵美子（1927年）

その後、大本教の教義に疑問を感じた雅春は同教を脱退。親類邸を転々とする中で、1923年に起こった関東大震災に遭遇。妊娠していた身重の輝子は、雅春と共に郷里の高岡に戻り、兄の家へ身を寄せ、同年10月10日に、長女谷口恵美子が誕生する。その後、神戸に住む雅春の養父母の下へ転居し、雅春はサラリーマン生活を続けながら、宗教的求道の日々を送っていた。
1929年12月13日深夜、雅春は「今起て！」との神の啓示を受け、『生長の家』誌の執筆を開始。このとき輝子は、近所の銭湯の女主人の勧めで、『生長の家』誌発展祈願のため、京都伏見の稲荷大社へ参詣し勧請を受けている。この縁もあり、現在宇治の生長の家宇治別格本山内には、末一稲荷神社が建立されている。翌1930年3月1日、創刊号が発行される（このことから、現在は同日が教団の立教記念日とされている）。輝子も雅春や幼い恵美子と共に、乳母車を押しながら冊子の贈呈を協力した。教勢発展に伴い、1935年には一家で東京へ移転。

### 白鳩会創設

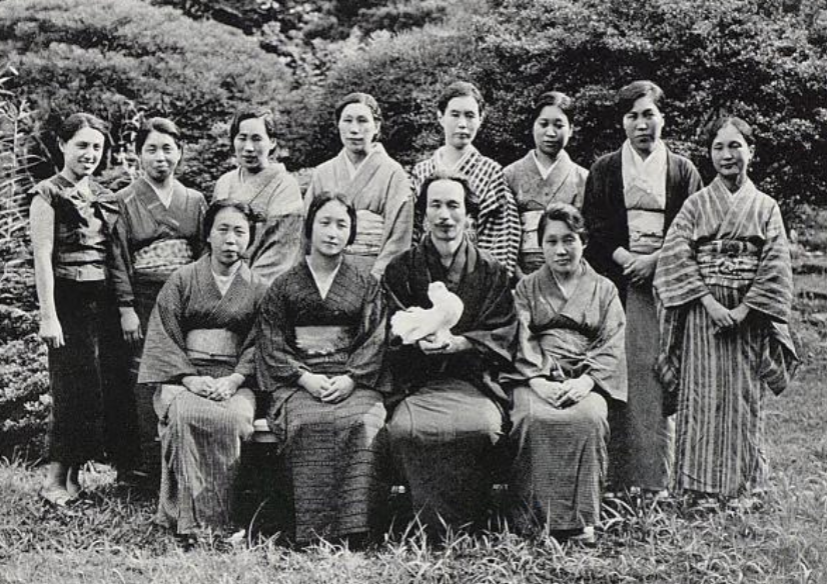
「白鳩会（しろはとかい）」のメンバーと谷口雅春・輝子夫妻（1936年）

1936年1月、「教化団体生長の家」が設立。女性の家庭光明化を願った雅春と輝子、女性信徒を中心に、女性のための組織設立の機運が高まり、同年2月に「白鳩会（しろはとかい）」を設立した。名称の由来は、当時雅春が個人指導をした親子が返礼として贈った白鳩の帯び止めに由来し、純潔と平和・万物調和の象徴として命名されたものである。

### 白鳩会総裁時代
太平洋戦争終結後の1946年、雅春の光明思想に共感を得て上京し、世界の書物の翻訳作業に当たっていた荒地清超が両思いであった雅春夫妻の娘、恵美子と結婚、婿養子谷口清超となる。
1951年8月6日、雅春の公職追放が解除される。同年の教団本部の組織改革に伴い、輝子は生長の家白鳩会総裁に就任し、女性組織の中心者として後年まで指導に当たった。1963年、1972年及び1973年の雅春の海外巡錫にも同行し、精力的に布教に励んだ。1975年1月13日、雅春夫妻は建設中であった長崎県西海市の生長の家総本山に移転、同所で実施される行事での講話を中心に、教団の出版する『白鳩』『理想世界』などへの寄稿を通して、主に女性を対象とした布教活動に尽力した。

### 晩年
1985年6月17日、夫・雅春が91歳で死去すると、同年11月22日の例大祭にて、谷口清超が生長の家総裁を継承すると同時に、輝子は娘の恵美子に白鳩会総裁の職を譲った。夫の死後、晩年の輝子は東京へは戻らず、孫一家らと引き続き総本山内の総裁公邸に住み、信徒への講話や文筆活動を続けたが、1988年4月24日に死去。享年92。雅春と共に生長の家総本山の「谷口家奥津城」に埋葬された。解脱名（戒名）は「實相無相光明宮光輝至心浄妙聖姉」。信徒には専ら「聖姉」と呼ばれる。墓所は多磨霊園。

## 著書
各・日本教文社
- 『女性の書』新版
- 『めざめゆく魂』新版
- 『光をみつめて』新版
- 『ひかりは海を越えて』
- 『愛に灯ともす』
- 『いのちを拝む』
- 『光の中をあゆむ』
- 『信仰の幾山河』
- 『愛が魂に目覚める時』
- 『こころの安らぎ』
- 『愛は到るところに』
- 『女性に生まれ 愛に生き』
- 『師と仰ぎ 夫と仰ぎて』、追悼アルバム